# Первоцвет высокий
Первоцве́т высо́кий, или Примула высокая (лат. Prímula elátior) — многолетнее травянистое растение; вид рода Первоцвет (Primula) семейства Первоцветные (Primulaceae).
Жёлтые цветки этого растения служат одними из ранних признаков весны, появляясь одними из первых на влажных лугах, по берегам ручьев и в поймах рек.

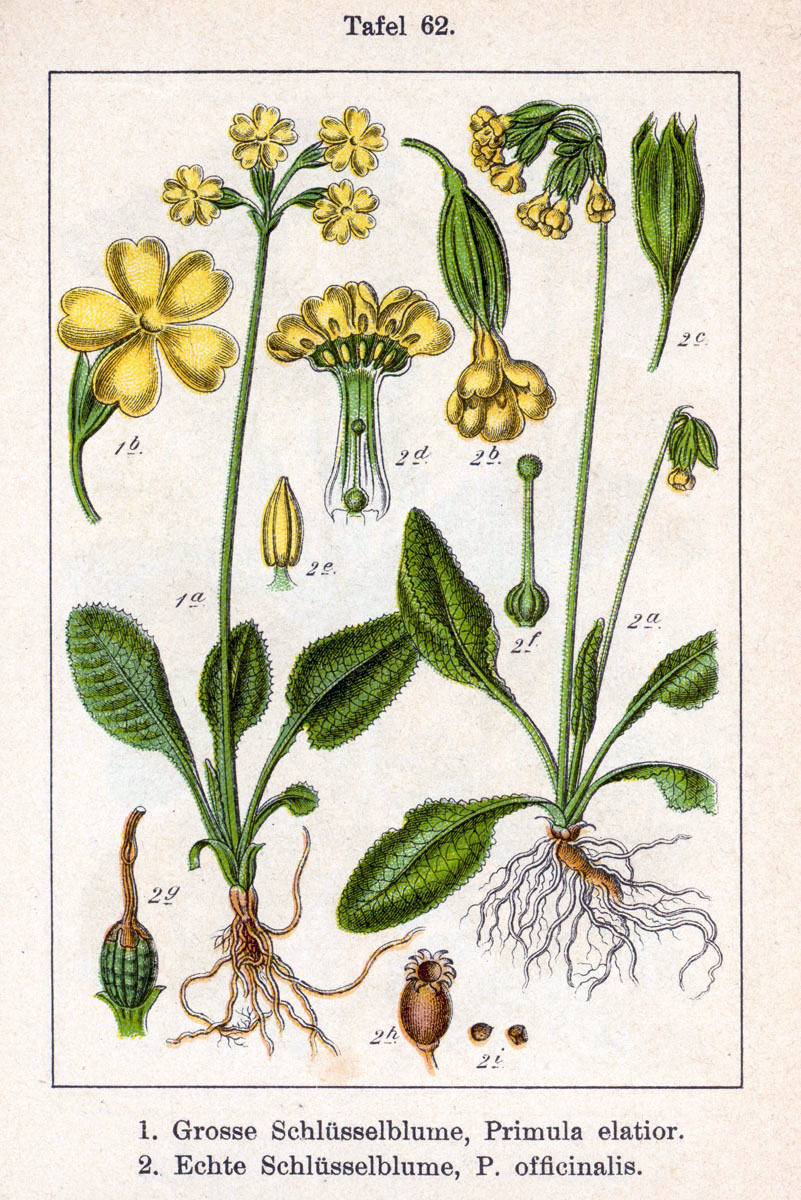
Первоцвет высокий (1) и Первоцвет весенний (2).

## Ботаническое описание
Невысокое многолетнее растение высотой от 10 до 40 см. Листья 5—15 см длиной и 2—6 см шириной собраны в прикорневую розетку и покрыты волосками с обеих сторон. Цветки светло-желтого цвета размером 9—15 мм, собраны в соцветие по 10—30 на одном стебле.
Появляются цветки ранней весной, цветут с апреля по май.
Среди ранневесенних растений первоцвет высокий зацветает одним из первых.
Растением питаются гусеницы бабочки люцина (Hamearis lucina).

## Распространение и экология
Широко распространена в Европе от Дании и юга Швеции до Кольского полуострова. На Британских островах встречается только в Восточной Англии.
Растение проникло в Малую Азию и Закавказье, встречается на территории Восточной Турции и Северного Ирана, дошло до юга Сибири и восточных районов Алтая.
В дикой природе произрастает на влажных питательных рыхлых почвах, предпочитает тенистые участки, встречается вблизи населенных пунктов. Порой культивируется как декоративное садовое растение.
Сокращение численности в дикой природе связано с осушением земель и сенокошением.

## Таксономия
Primula elatior Hill, 1765, Veg. Syst. 8: 25
Вид Первоцвет высокий относится к роду Первоцвет (Primula) семейства Первоцветные (Primulaceae) порядка Верескоцветные (Ericales) последовательно входящего в клады Астериды → Суперастериды → Эвдикоты → Цветковые растения. Таксономическая схема в соответствии с Системой APG IV по состоянию на декабрь 2023 года:
|  |                          |  |                                   |                                   |                        |  | еще 21 семейство | еще 21 семейство |                       |  |                         |  | еще 552 подтвержденных вида и 245 видов в статусе "неподтвержденных" | еще 552 подтвержденных вида и 245 видов в статусе "неподтвержденных" |  |
|  |                          |  |                                   |                                   |                        |  | еще 21 семейство | еще 21 семейство |                       |  |                         |  | еще 552 подтвержденных вида и 245 видов в статусе "неподтвержденных" | еще 552 подтвержденных вида и 245 видов в статусе "неподтвержденных" |  |
|  |                          |  |                                   | порядок Верескоцветные            |                        |  |                  |                  | род Первоцвет         |  |                         |  |                                                                      |                                                                      |  |
|  |                          |  |                                   | порядок Верескоцветные            |                        |  |                  |                  | род Первоцвет         |  | 4 внутривидовых таксона |  |                                                                      |                                                                      |  |
|  | клада Цветковые растения |  |                                   |                                   | семейство Первоцветные |  |                  |                  | вид Первоцвет высокий |  |                         |  |                                                                      |                                                                      |  |
|  | клада Цветковые растения |  |                                   |                                   |                        |  |                  |                  |                       |  |                         |  |                                                                      |                                                                      |  |
|  |                          |  | ещё 63 порядка цветковых растений | ещё 63 порядка цветковых растений |                        |  |                  | еще 57 родов     | еще 57 родов          |  |                         |  |                                                                      |                                                                      |  |
|  |                          |  |                                   | ещё 63 порядка цветковых растений |                        |  |                  |                  | еще 57 родов          |  |                         |  |                                                                      |                                                                      |  |

### Внутривидовые таксоны
- Primula elatior subsp. intricata (Gren. & Godr.) Widmer
- Primula elatior subsp. leucophylla (Pax) Hesl.-Harr. ex W.W.Sm. & H.R.Fletcher
- Primula elatior subsp. lofthousei (Hesl.-Harr.) W.W.Sm. & H.R.Fletcher
- Primula elatior subsp. pallasii W.W.Sm. & Forrest

### Синонимы
- Primula alpestris Schur
- Primula ambigua Salisb.
- Primula carpathica Fuss
- Primula danubialis K.Richt.
- Primula domestica Hoffmanns.
- Primula elatior subsp. carpathica Nyman
- Primula elatior subsp. corcontica (Domin) Kovanda
- Primula elatior var. carpatica (Gris & Schrenk) Nikolic
- Primula glandulosa Schur
- Primula lateriflora Goupil
- Primula montana Opiz
- Primula perreiniana Flüggé
- Primula poloninensis Fed.
- Primula subarctica Schur
- Primula veris var. elatior L.
- Primula zahlbrukneri Vest